# Rafael Aragón Cabrera
Rafael Aragón Cabrera (16 luglio 1911 – 1995) è stato un dirigente sportivo argentino, presidente del Club Atlético River Plate dal 1974 al 1983.

## Biografia
Ex presidente della Pereira Aragón & asociados e nel 1960 fondatore della CENIT Seguros Generales S.A., agenzia assicurativa, arrivò alla presidenza del club nel 1974, succedendo a Julián Kent. Dopo 18 anni senza trofei, nel 1975 arrivò il doppio campionato Metropolitano-Nacional, primi successi con Aragón Cabrera in carica; a essi seguirono altri 5 titoli. Durante il suo mandato vennero effettuate delle modifiche allo Stadio monumentale Antonio Vespucio Liberti, in vista del campionato del mondo 1978. In qualità di presidente partecipò, nel 1981, alla riunione presieduta da Julio Grondona che deliberò di adottare il sistema del promedio per determinare le retrocessioni dalla massima serie argentina. A fine anni 1970 furono venduti molti giocatori importanti, e la squadra attraversò un calo di rendimento; nel 1984 Aragón Cabrera fu rimpiazzato da Hugo Santilli.